# Chasing Lights
Chasing Lights è l'album di debutto della girl band britannica-irlandese The Saturdays. L'album è stato pubblicato il 27 ottobre 2008 su etichetta Fascination Records, anticipato dal singolo If This Is Love.
Il 16 marzo 2009 è stato ristampato con inclusa un cover di Just Can't Get Enough dei Depeche Mode, singolo benefico per Comic Relief.

## Tracce
1. "If This Is Love" (Vince Clarke, Alison Moyet, Ina Wroldsen, Joe Belmaati, Mich Hansen, John Reid, Remee) – 3:23
2. "Up" (Andreas Romdhane, Josef Larossi, Ina Wroldsen) – 4:07
3. "Keep Her" (Ina Wroldsen, David Eriksen, Thomas Eriksen) – 3:04
4. "Issues" (Evan Rogers, Carl Sturken) – 3:38
5. "Lies" (Ina Wroldsen, David Eriksen, Thomas Eriksen) – 3:35
6. "Work" (Ina Wroldsen, Harry Sommerdahl, Kalle Engström) – 3:13
7. "Chasing Lights" (Chris Braide, Ina Wroldsen) – 4:03
8. "Set Me Off" (Ina Wroldsen, David Eriksen, Thomas Eriksen) – 3:04
9. "Fall" (Ina Wroldsen, Andre Lindal) – 3:38
10. "Vulnerable" (Ina Wroldsen, Dean Gilliard) – 4:08
11. "Why Me, Why Now" (Alex Cartana, Hannah Robinson, Paul Statham) – 3:41
12. "Up" [Wideboys Radio Edit] (UK Bonus Track) – 3:01

### Ristampa
1. "If This Is Love" (Vince Clarke, Alison Moyet, Ina Wroldsen, Joe Belmaati, Mich Hansen, John Reid, Remee) – 3:23
2. "Up" (Andreas Romdhane, Josef Larossi, Ina Wroldsen) – 4:07
3. "Keep Her" (Ina Wroldsen, David Eriksen, Thomas Eriksen) – 3:04
4. "Issues" (Evan Rogers, Carl Sturken) – 3:38
5. "Lies" (Ina Wroldsen, David Eriksen, Thomas Eriksen) – 3:35
6. "Work" (Ina Wroldsen, Harry Sommerdahl, Kalle Engström) – 3:13
7. "Chasing Lights" (Chris Braide, Ina Wroldsen) – 4:03
8. "Set Me Off" (Ina Wroldsen, David Eriksen, Thomas Eriksen) – 3:04
9. "Fall" (Ina Wroldsen, Andre Lindal) – 3:38
10. "Vulnerable" (Ina Wroldsen, Dean Gilliard) – 4:08
11. "Why Me, Why Now" (Alex Cartana, Hannah Robinson, Paul Statham) – 3:41
12. "Just Can't Get Enough" (Radio Mix) (Vince Clarke) – 3:08
13. "Up" [Wideboys Radio Edit] – 3:01

## Altre tracce registrate
1. "Not Good Enough"
2. "Believe in Me"
3. "What Am I Gonna Do?"  inclusa in "If This Is Love".
4. "Crashing Down" inclusa in "Up", cover di un brano dei The Nolans.
5. "Beggin'" inclusa in "Issues", cover di un brano dei The Four Seasons track
6. "Golden Rules" inclusa in "Just Can't Get Enough"
7. "Unofficial"  inclusa in "Work"